# 사교계 명사

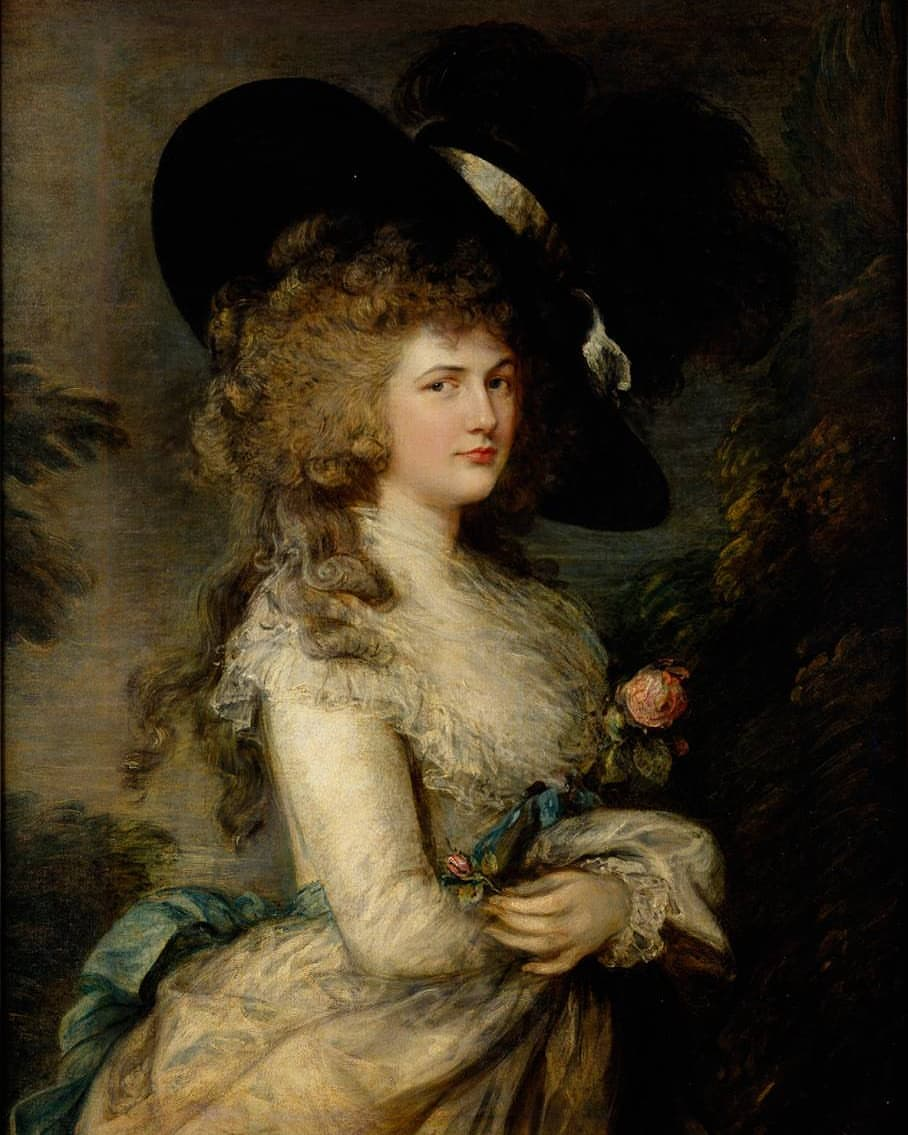
레이디 조지아나 캐번디시 (1757–1806), 18세기 후반의 영국 사교계 명사

사교계 명사(Socialite)는 일반적으로 전통적인 직업 대신 다양한 유행을 따르는 사교 모임에 참석하는 데 상당한 시간을 보낸다.